# Vittoria Guazzini
Vittoria Guazzini, född 26 december 2000 i Pontedera, är en italiensk professionell landsvägscyklist och bancyklist.

## Karriär
Vittoria Guazzini har cyklat professionellt sedan 2019. Bland hennes meriter kan nämnas guld i lagförföljeloppet vid världsmästerskapen i cykling 2022.
Vid OS 2024 tog hon guld i madison tillsammans med  Chiara Consonni.